# Riposto
Riposto ('u Ripostu in siciliano) è un comune italiano di 13 911 abitanti della città metropolitana di Catania in Sicilia.

## Geografia fisica
Riposto sorge sul mar Ionio, sulla costa che va da Catania a Messina; è praticamente congiunta alla cittadina di Giarre, dove si trova la stazione ferroviaria. Possiede un grande e moderno porto turistico denominato "Marina di Riposto" o "Porto dell'Etna" per la sua posizione.

## Storia
La storia di Riposto è strettamente connessa a quella di Mascali, della cui contea faceva parte come suo scalo commerciale: il suo nome deriva infatti dal siciliano ripostu ovvero "ripostiglio" o "cantina". Sino al tardo Seicento il sito, soggetto alle incursioni dei pirati e dei corsari musulmani, fu popolato solo stagionalmente per motivi commerciali e militari, e solo a fine secolo cominciarono a fabbricarsi le prime case di pescatori che diedero vita ad un insediamento stabile a macchia di leopardo lungo la costa.
La zona venne presto popolata da famiglie provenienti dall'area messinese, ma soprattutto da enfiteuti acesi che stavano trasformando il territorio ancora brullo e boschivo in vigneti e frutteti. Indizio dell'esistenza di una piccola comunità stabile è la fondazione della chiesetta di Santa Maria della Lettera con atto notarile del 12 gennaio 1710 da parte di don Giovanni Calì di Acireale. Nel 1750 lo storico siciliano Vito Maria Amico nelle annotazioni alle «Deche» del Fazello scriveva: …Est non longe a Mascalis repositorium, vulgi vocabulo riposto promptuariis sedibusque ad vinum condendum accomodatis, cuius ingens fit quaestum ab incolis…
Nel XVIII secolo una potente famiglia veneziana, i Pasini, s'era stabilita ad Acireale ed in poco tempo aveva accumulato un'immensa distesa terriera a sud-ovest del torrente Jungo. I Pasini operarono nella zona una politica di popolamento e svilupparono l'insediamento sparso, attirando manodopera e favorendo la formazione di piccole fattorie. Costruirono nel 1725, a sud dello Jungo una loro casa di campagna a cui doveva far capo il secondo nucleo dell'antica Riposto, che prese nome di Scariceḍḍu 'piccolo scalo' per distinguerlo da quello già esistente (il grande scalo era quello del quartiere dei Pagghiara 'capanne').
Man mano che l'area collinare e sub-montana veniva trasformandosi in vigneto, Riposto divenne il luogo dove venivano depositate le ingenti quantità di vino e i prodotti agricoli raccolti nelle vicine città, che cominciarono a essere esportate in tutta Europa. Allo scopo di proteggere gli ingenti traffici ripostesi dalle scorrerie dei pirati turchi, nel 1751 il viceré di Sicilia Duca de Viefuille volle che sulla spiaggia fosse edificato una massiccia torre di difesa che portava il suo nome, forse l'ultima opera difensiva sorta in Sicilia contro la pirateria, che nel 1923 sarà distrutta per disposizione dell'Amministrazione comunale. Nel 1763, coll'approvazione dell'arcivescovo di Messina, la Chiesa della Madonna della Lettera fu eretta in chiesa sacramentale con l'elezione del cappellano. Il borgo cominciò ad avere una sua qualificata rappresentanza e ottiene nel 1765 da Mascali un avvicendamento di "officiali" per l'amministrazione ordinaria.
Nel dicembre del 1784, in vista di trovare alleato il piccolo quartiere di Riposto nella lotta per l'autonomia da Mascali, Giarre ottiene l'apertura della strada che dalla piazza Duomo scende in linea retta verso il mare: Fuit in mense dicembris anni 1784 noviter aperta pro beneficio et commodo pubblici huius civitatis Mascalarum quaedam lata et spatiosa via, quae ex quarterio, vulgo nominato delle Giarre directa linea percursum milliarij unius, circiter, ducit ad maritium litus alterius quarterii, vulgo ditto del Riposto (A.S. Contea, n. 3849). Si costruì un ponte per oltrepassare il letto del torrente "Rio Canalai", che intersecava la strada. La chiesa di San Pietro, iniziata nel 1808, aperta al culto nel 1818, completata nel 1865, venne eretta a parrocchia nel 1869 e sorse con l'antistante "piano di San Pietro" in un luogo intermedio ai primi due nuclei abitati.
Dopo l'abolizione del feudalesimo e la Costituzione del 1812, gli abitanti di Giarre, appoggiandosi anche alle aspirazioni espresse da Riposto, chiesero di potersi staccare da Mascali, e il 15 maggio Lord William Bentinck in assenza del re firmò il decreto di separazione di Giarre (che comprendeva Riposto) da Mascali. Ma Riposto desiderò subito l'autonomia anche da Giarre, che ottenne dopo decenni di continue polemiche con decreto del 17 aprile 1841, il quale avrebbe sortito effetto a partire dal 1º gennaio 1842. Nel frattempo la cittadina era diventata "la più commerciale e doviziosa terra di Sicilia", come scrisse L. Vigo nel 1836. Nel 1820, grazie ad un decreto reale di Ferdinando I di Borbone, venne costruita proprio a Riposto una delle primissime scuole pubbliche in Sicilia, la seconda scuola nautica dopo quella di Camogli, l'attuale Istituto Tecnico Nautico "Luigi Rizzo", e nel 1906 venne iniziata la realizzazione del porto.
Alla fine del XIX secolo si verificò il boom economico di Riposto. Vi erano sedi consolari di Svezia, Romania, Norvegia, Uruguay, Francia, Brasile, Grecia, Gran Bretagna. Nel 1885, vi si pubblicava la rivista settimanale La Sicilia Vinicola. L'espansione coloniale verso la Libia, avvenuta sotto il governo da Giolitti nel 1911-1912 prima, e la prima guerra mondiale dopo, impoverirono Riposto in conseguenza della chiusura dei suoi mercati di esportazione-importazione, che costituivano sino al 1919 una delle principali ricchezze del paese. Oltre a ciò l'arruolamento e la morte durante il conflitto bellico di molti dei suoi marinai contribuirono al declino commerciale e sociale.
Nel 1939 Riposto fu unita al comune di Giarre con il nome di Giarre Riposto; il nuovo comune cambiò ancora nome nel 1942, in piena guerra, con la denominazione di Ionia. Numerose polemiche conseguirono all'accentramento dei servizi pubblici a Giarre, soprattutto in considerazione delle differenti vocazioni socio-economiche delle popolazioni dei due comuni. Pertanto nel 1945, specie per le pressioni dalla parte ripostese, tornarono nuovamente autonomi riprendendo le rispettive denominazioni.

### Simboli
Lo stemma del comune di Riposto fu concesso con regio decreto del 19 gennaio 1882. Esso è descritto come:
Il gonfalone in uso è un drappo di azzurro.

## Monumenti e luoghi d'interesse

### Architetture religiose

#### Basilica di San Pietro

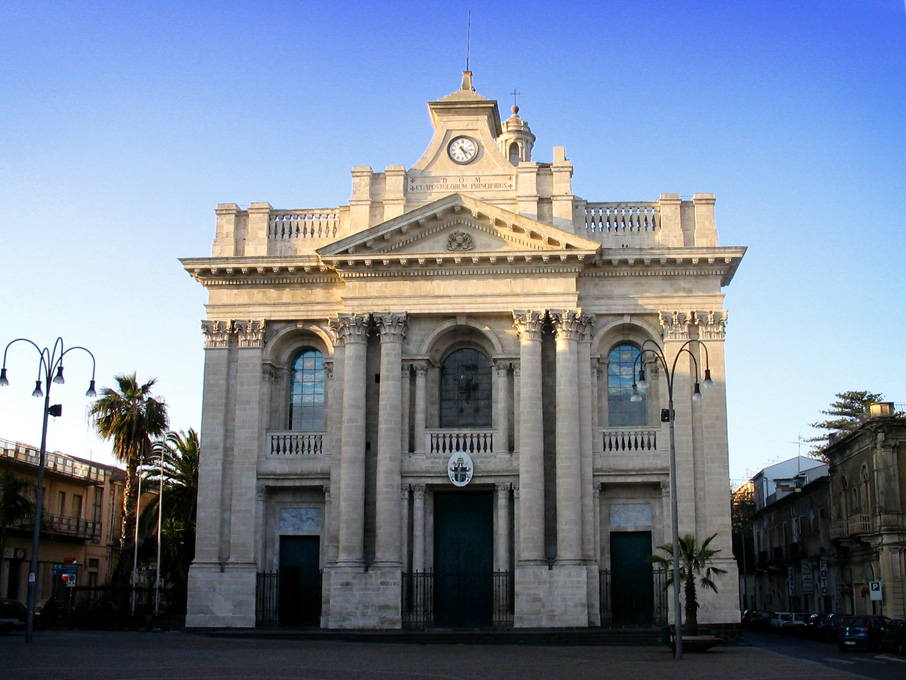
Basilica di San Pietro

In stile neoclassico, la basilica riprende in scala ridotta la facciata della basilica di San Giovanni in Laterano, a Roma, opera di Alessandro Galilei.
La pianta dell'edificio è a croce latina e a tre navate. All'interno troviamo un organo a canne Jaquot di Remberville, Francia, di fine Ottocento, un artistico pulpito realizzato dall'architetto Carlo Sada e diverse tele di pittori siciliani.

#### Chiesa della Madonna della Lettera

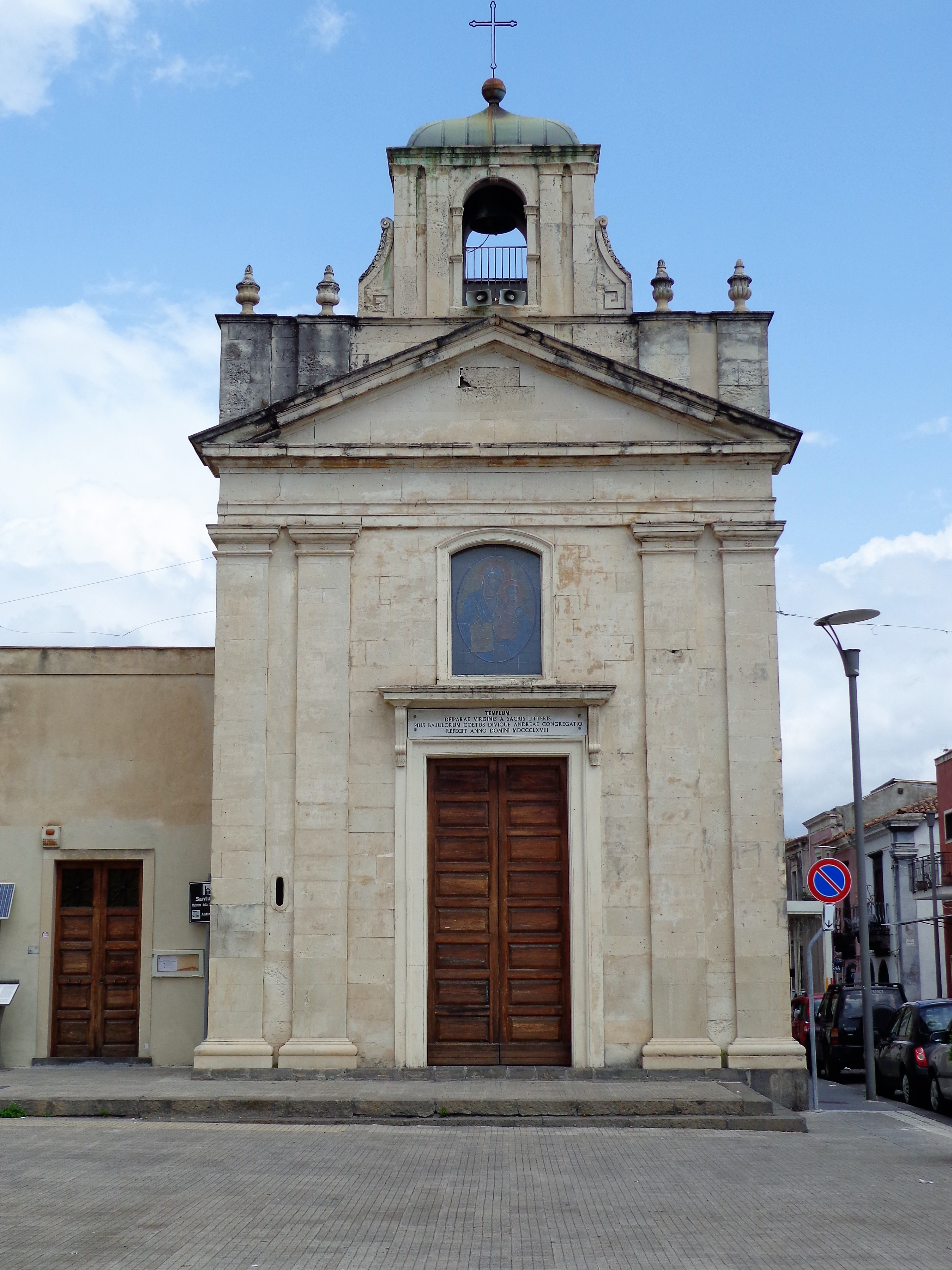
Chiesa della Madonna della Lettera

La chiesa della Madonna della Lettera è stata la prima chiesa di Riposto; tuttavia l'odierna struttura è solo la quarta ricostruzione. La prima fu eretta nel XII secolo, la seconda in epoca rinascimentale, la terza nel Settecento e l'ultima nel 1868.
Al suo interno è custodito un dipinto raffigurante la Madonna della Lettera che sostituisce un'antica icona bizantina ormai perduta; alcuni ritengono che la copia sia di Giuseppe Zacco, mentre altri la considerano opera della scuola del pittore Catalano di Messina. Nella chiesa si trovano inoltre un organo settecentesco ed una cripta con un ossario, un pozzo d'acqua marina e dei colatoi utilizzati per il trattamento delle salme, dove ancora oggi, durante l'alta e la bassa marea, l'acqua si alza e si abbassa.

#### Altre
- Chiesa della "Badia", dedicata alla Madonna dell'Addolorata e l'orfanotrofio annesso (oggi Centro Servizi alla persona "Maria SS. Addolorata").
- Chiesa di Maria SS. del Carmelo, la cui costruzione avvenne tra il 1860 e il 1868 e quindi aperta al culto[11]. Ma fu promossa a parrocchia il 5 Marzo 1922[12].

### Architetture civili
- Palazzo dei Principi Natoli.
- Lungomare Edoardo Pantano.

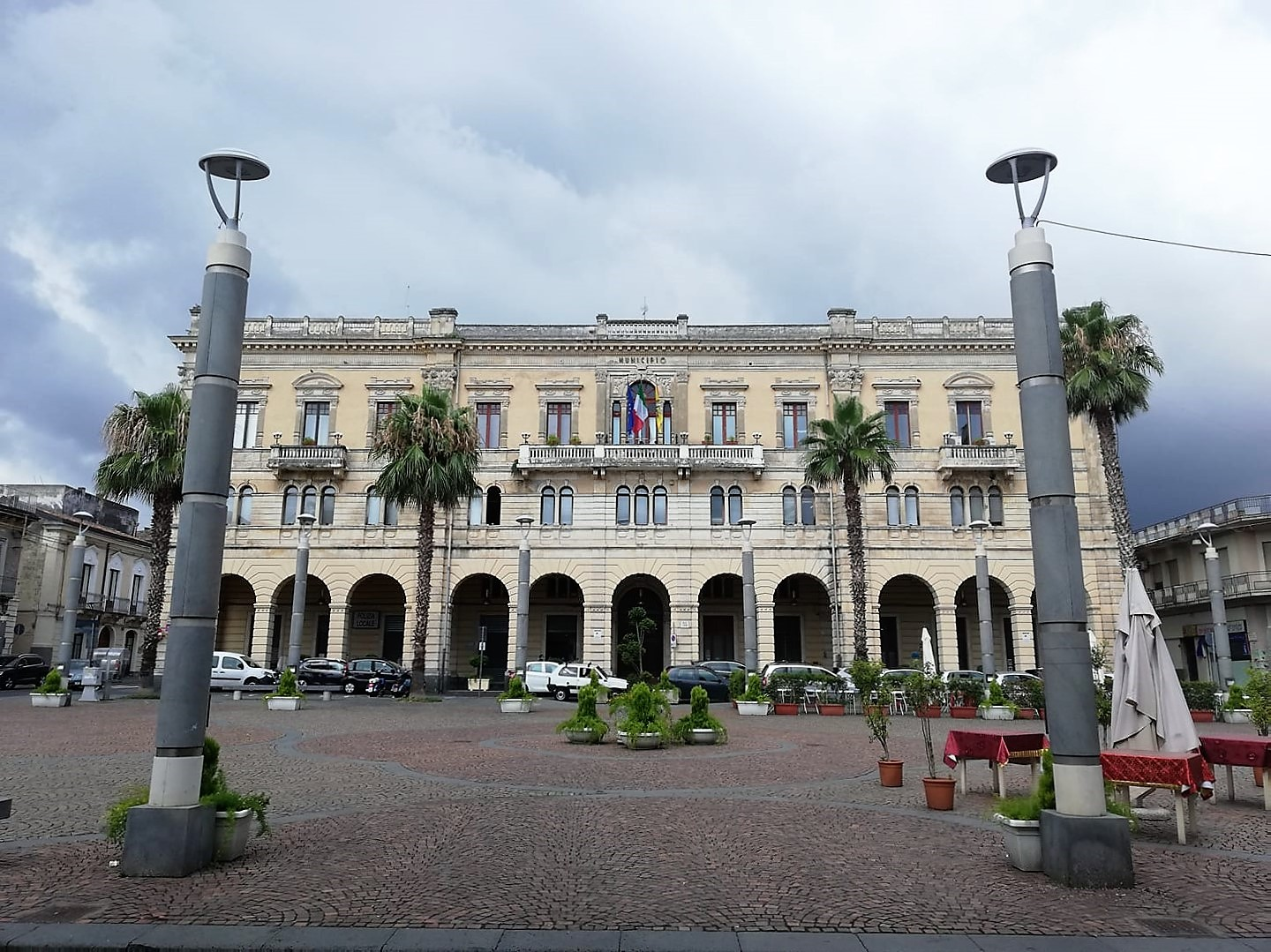
Palazzo comunale

- Palazzo comunale, risalente agli anni venti.
- Villa "Edoardo Pantano", che fu sede dell'accampamento inglese durante l'occupazione Alleata. Ospita un busto in bronzo dedicato al politico, opera dello scultore Ettore Ximenes[13].

### Architetture militari
- "Cupola di ferro", bunker di tipo tobruk di costruzione tedesca. Risalente alla seconda guerra mondiale, si trova sul lungomare Edoardo Pantano[14].

## Società

### Evoluzione demografica
Abitanti censiti

### Religione
La religione maggioritaria è il cristianesimo nella sua confessione cattolica. Il patrono di Riposto è San Pietro, protettore dei pescatori. È importante anche il culto della Madonna della Lettera, patrona di Messina.

## Cultura
La stagione più viva, da un punto di vista culturale, è l'estate. Da segnalare la rassegna di musica "Musiche Migranti" che si tiene sul finire dell'estate e che vede esibirsi gruppi provenienti da tutti i Paesi del bacino del Mediterraneo e "l'Atelier Internazionale della Musica" che nasce a Riposto nel 1999 e da qui si sviluppa quale manifestazione concertistica regionale in venti comuni della Sicilia, vedendo personalità del concertismo internazionale. Ricordiamo Paolo Bordoni, Marcella Crudeli, Salvatore Accardo, Giovanni Allevi, Arnoldo Foà.

### Istruzione

#### Biblioteche
Riposto dispone della biblioteca comunale "Rosario Contarino", sita in via De Maio, 3. La struttura però è chiusa al pubblico per inagibilità dal 2021.

#### Scuole
Hanno sede nella cittadina diversi istituti di istruzione superiore:
- Istituto professionale alberghiero, succursale dell'IPSSEOA "Giovanni Falcone" di Giarre
- Istituto statale istruzione superiore Riposto (che si compone di: nautico "Luigi Rizzo", geometra "Napoleone Colajanni", commerciale "Edoardo Pantano", professionale "Adriano Olivetti")
- Liceo delle scienze umane, sede distaccata dell'Istituto d'Istruzione Superiore "Michele Amari" di Giarre

#### Musei
- Casa Allegra - museo del vino.
- Parco delle Kentie, museo didattico botanico.

### Arte
Ne I Malavoglia di Giovanni Verga, Riposto, col suo fiorente porto, rappresenta uno spiraglio di speranza e di dignità per la famiglia trezzota; in tal senso, l'annegamento di Bastianazzo a seguito del naufragio della propria nave, che trasportava un carico di lupini, simboleggia il fallimento del progresso umano e sociale e la vittoria del fato.

### Cinema
Il cantautore Franco Battiato, qui nato, ha girato nella cittadina ionica, a cui è rimasto sempre profondamente legato, parte del suo film Perdutoamor con la partecipazione di Gregorio Alicata, anche lui originario di Riposto. Inoltre fu parzialmente girata in loco anche la pellicola La chance di Aldo Lado.

### Musica
Riposto ha un forte legame con la musica. Fu visitata nel 1882 dal compositore tedesco Richard Wagner e ha dato i natali al cantautore Franco Battiato che ora riposa nella tomba di famiglia proprio nel cimitero di Riposto. 
Il comune dispone anche di una banda, il Gran Complesso Bandistico Filarmonica Jonica Etnea, fondata nel 1990.

### Eventi
Musiche Migranti: rassegna di musica di gruppi provenienti da tutti i Paesi del bacino del Mediterraneo.

## Geografia antropica

### Frazioni
Le frazioni sono Altarello (in buona parte amministrata da Giarre), Archi, Carruba (in parte amministrata da Giarre), Quartirello e Torre Archirafi.

## Economia
L'economia ripostese è basata sull'agricoltura (uva da vino, agrumi, patate novelle), sul commercio (importante è l'esportazione dei vini), sulla pesca (è presente un grosso mercato ittico) e l'artigianato. Ultimamente sta acquistando importanza anche il turismo, grazie al completamento del porto turistico e alla presenza di attrezzature ricettive e balneari. Presenti poi alcune industrie come la dolciaria Dolfin, attiva a livello nazionale.

## Infrastrutture e trasporti

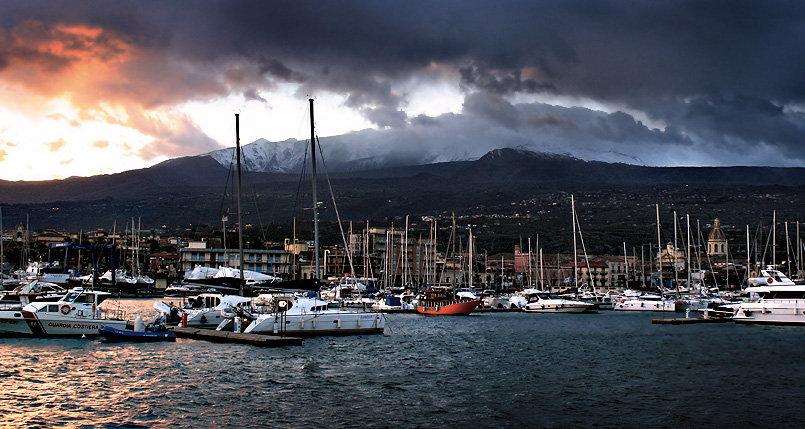
Riposto vista dal porto

La città è servita da un porto turistico moderno, dalle Ferrovie dello Stato (nella vicinissima Giarre) e dalla Ferrovia Circumetnea.
All'interno del comune, in un breve tratto del lungomare Edoardo Pantano, è presente una pista ciclabile separata che collega la piccola frazione Torre Archirafi con il porto turistico.
L'aeroporto di Catania-Fontanarossa è a circa 30 km ed è facilmente raggiungibile a mezzo dell'Autostrada A18 Messina-Catania (uscita autostradale Giarre).

## Amministrazione
Di seguito è presentata una tabella relativa alle amministrazioni che si sono succedute in questo comune.
| Periodo          | Periodo          | Primo cittadino    | Partito                            | Carica  | Note   |
| ---------------- | ---------------- | ------------------ | ---------------------------------- | ------- | ------ |
| 4 luglio 1985    | 20 luglio 1990   | Santi Rapisarda    | Partito Socialista Italiano        | Sindaco | [ 19 ] |
| 20 luglio 1990   | 13 dicembre 1992 | Santi Rapisarda    | Partito Socialista Italiano        | Sindaco | [ 19 ] |
| 13 dicembre 1992 | 30 aprile 1994   | Mario Di Pino      | Partito Socialista Italiano        | Sindaco | [ 19 ] |
| 28 giugno 1994   | 25 maggio 1998   | Rosario Mirone     | centro-destra                      | Sindaco | [ 19 ] |
| 25 maggio 1998   | 27 maggio 2003   | Carmelo D'Urso     | Partito Democratico della Sinistra | Sindaco | [ 19 ] |
| 27 maggio 2003   | 1º luglio 2008   | Carmelo D'Urso     | DS                                 | Sindaco | [ 19 ] |
| 1º luglio 2008   | 12 giugno 2013   | Carmelo Spitaleri  | centro-sinistra                    | Sindaco | [ 19 ] |
| 12 giugno 2013   | 11 giugno 2018   | Enzo Caragliano    | Il Popolo della Libertà            | Sindaco | [ 19 ] |
| 11 giugno 2018   | 29 maggio 2023   | Enzo Caragliano    | lista civica                       | Sindaco | [ 19 ] |
| 29 maggio 2023   | in carica        | Davide Maria Vasta | Sud chiama Nord                    | Sindaco | [ 19 ] |

### Altre informazioni amministrative
Il comune di Riposto fa parte delle seguenti organizzazioni sovracomunali: regione agraria n.7 (Colline litoranee di Acireale).